# Red kandhari
Red kandhari est une race bovine indienne. Elle appartient à la sous-espèce zébuine de Bos taurus. 

## Origine
Elle est originaire des districts de Nanded, Latur, Beed et de Parbhani dans l'état indien de Maharashtra. Son élevage date du IVe siècle. 

## Morphologie

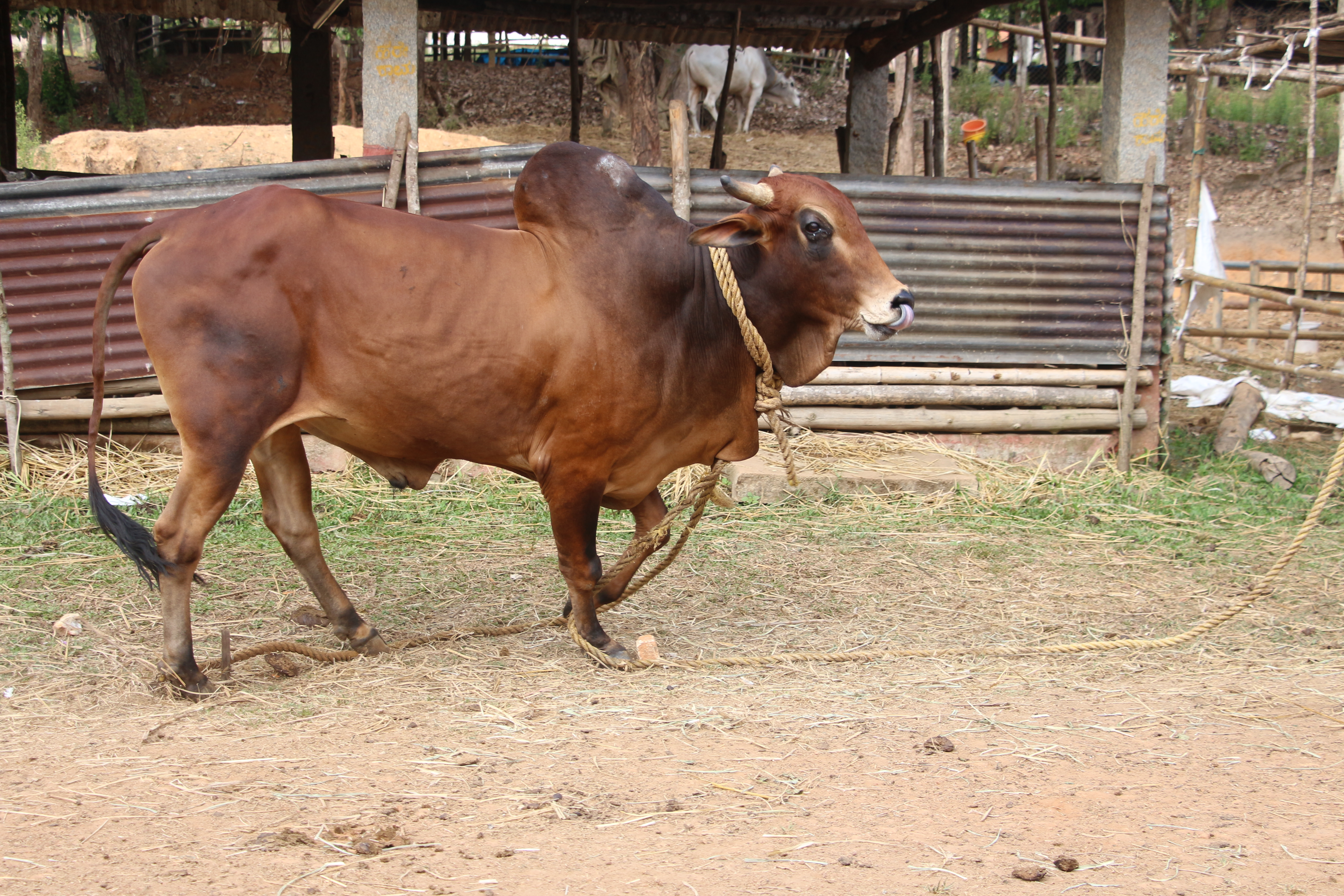
Taureau kandhari.

Elle porte une robe brune avec des nuances plus sombres chez le mâle. (garrot, tête, cuisse) La tête est fine avec un front bombé portant de courtes cornes. La femelle mesure 118 cm et pèse 340 kg et le taureau 128 cm et 430 kg.

## Aptitudes
C'est une race qui produit un peu de lait, 600 kg sur 260 jours de lactation.
Elle est surtout utilisée pour sa force de travail.

## Sources

### Note
1. ↑  La production laitière est généralement exprimée en kilogramme plutôt qu'en litre dans la littérature spécialisée.